# Dušan Hejbal
Dušan Hejbal (Praga, 16 luglio 1951) è un vescovo vetero-cattolico ceco.

## Biografia
Si unì alla Chiesa vetero-cattolica di Cecoslovacchia nel 1968. Divenne sacerdote il 29 giugno 1971. Nel 1981 divenne parroco della parrocchia della cattedrale della Santa Croce a Praga. Il 23 febbraio 1991 fu eletto vescovo della Chiesa vetero-cattolica della Repubblica ceca, ma fu ordinato solo il 27 settembre 1997 a Praga.
Nel settembre 1996, in seguito ad uno scisma occorso nella Chiesa vetero-cattolica italiana, si fece promotore dell'organizzazione di una comunità vetero-cattolica di lingua ceca e slovacca a Milano, ponendo le basi per la costituzione della Chiesa vetero cattolica dell'Unione di Utrecht in Italia e divenendone di fatto (seppur non ufficialmente) il primo vescovo delegato.
Dal 2000 è impegnato attivamente nelle attività del Consiglio ecumenico ceco.
Nel 2007, col tedesco Joachim Vobbe e l'austriaco Bernhard Heitz ha seguito la nascita della Chiesa vetero-cattolica in Ucraina.
Il 2 febbraio 2008 è stato co-consacratore di John Ekemenzie Okoro, collaborando con Joris Vercammen e Fritz-René Müller.
È succeduto a Jan Lambert Wirix-Speetjens come delegato per la Chiesa vetero-cattolica di Svezia e Danimarca.
Il 29 giugno 2008 è stato co-consacratore di Dirk Schoon, collaborando con Joris Vercammen e David Hamid.